# Tâm Tít
Phạm Thanh Tâm (sinh ngày 29 tháng 3 năm 1989), thường được biết đến với nghệ danh Tâm Tít, là một nữ ca sĩ, diễn viên điện ảnh, người dẫn chương trình và người mẫu ảnh người Việt Nam. Cô được biết đến như một trong những hot girl đời đầu tại Việt Nam.

## Tiểu sử và sự nghiệp
Phạm Thanh Tâm sinh ra và lớn lên tại khu nhà ở đường Triều Khúc, Thanh Xuân Bắc, quận Thanh Xuân, thủ đô Hà Nội. Từ nhỏ Tâm đã sống với ông bà nội. Bố mẹ Thanh Tâm ly hôn từ khi cô lên 3 tuổi. Bố mẹ cùng sang nước ngoài nhưng mỗi người lại ở một nơi khác nên mỗi lần liên lạc đều là những cuộc gọi ngắn ngủi và vội vàng. Thời gian đầu bố mẹ về thăm Thanh Tâm đều mỗi năm một lần. Do công việc ngày một nhiều hơn, bận rộn hơn kéo theo việc thời gian bố mẹ có thể thu xếp về thăm con cũng giảm đi. Bố của Thanh Tâm về nước cũng là thời điểm Tâm bắt đầu vào Sài Gòn lập nghiệp. Bố cô qua đời năm 2014 do cảm mạo đột ngột.
Trước khi vào Nam, cô từng là ca sĩ độc quyền của công ty Madona và là người mẫu ảnh cho nhiều game online như FIFA Online 2, Linh Vương, Con đường tơ lụa, Fly for Fun. Năm 2009, Tâm Tít đã về nhì trong cuộc thi Người đẹp Hoa anh đào, sau thí sinh Trần Thị Thùy Dương. Sau khi vào Thành phố Hồ Chí Minh, cô tham gia các hoạt động nghệ thuật làm người mẫu ảnh cho một số công ty thời trang danh tiếng và làm người đại diện cho một số game mới. Cô còn tham gia gây quỹ cho các hoạt động xã hội từ thiện. Cô từng được khán giả biết đến với phong cách trẻ trung, trong sáng, nhưng sau khi nam tiến cô đã dần chuyển sang hình tượng gợi cảm và quyến rũ.
Năm 2009, sau khi gặp và quen biết nhạc sĩ Nguyễn Đằng Phương, quản lý của ca sĩ Đông Nhi, cô bắt đầu bước chân vào lĩnh vực ca hát và làm ca sĩ độc quyền cho công ty Tinu Production của nhạc sĩ Nguyễn Đằng Phương và ca sĩ Đông Nhi đồng sáng lập. Tâm Tít sau đó đã liên tiếp ra mắt những bài hát mới của mình. Ngoài việc làm ca sĩ và người mẫu ảnh, Tâm Tít còn thử sức vào lĩnh vực điện ảnh, truyền hình với bộ phim: Giữa hai thế giới, Chạm vào quá khứ, Chiếc giường chia đôi và series phim Tiểu thư giao thông – một bộ phim tuyên truyền về an toàn giao thông. Không những thế, cô còn làm MC cho chương trình Mix & Match, Đẹp hơn mỗi ngày, Yan break trên kênh YanTV. Năm 2012, cô đăng ký tham gia Hoa hậu Phụ nữ Việt Nam qua ảnh nhưng sau đó đã rút lui. Năm 2013, Tâm Tít bắt đầu lấn sân sang kinh doanh khi khai trương một quán bar. Tuy nhiên quán bar này đã đóng cửa khi scandal liên quan đến Tâm Tít và Thế Bảo nổ ra vào tháng 7 năm 2014.

## Danh sách bài hát
- Môi xinh[15]
- Ngày tinh khôi[16]
- Em sẽ quên
- Xe đạp
- Và em chờ anh
- Như một thói quen
- Kỷ niệm còn không
- Nhắc lại trong nỗi nhớ

## Dẫn chương trình
- Mix & Match
- Đẹp hơn mỗi ngày
- Yan break

## Phim đã tham gia
| Năm  | Tựa phim                    | Vai diễn   | Phát sóng | Nguồn         |
| ---- | --------------------------- | ---------- | --------- | ------------- |
| 2008 | Khi đời gian trở lại        | Minh       | VTC1      |               |
| 2010 | Lều chõng                   | Cô gái quê | HTV9      | [ 17 ]        |
| 2010 | Tiểu thư giao thông         | An         | VTV3      | [ 17 ]        |
| 2010 | Chạm vào quá khứ            | Kiều       | SCTV14    | [ 17 ]        |
| 2011 | Giữa hai thế giới           | Hồn ma     | Chiếu rạp | [ 18 ] [ 19 ] |
| 2011 | Chiếc giường chia đôi       | Minh Thư   | HTV9      | [ 20 ]        |
| 2012 | Sao đổi ngôi                | Thảo Dung  | HTV7      | [ 21 ] [ 22 ] |
| 2013 | Những thiên thần nhanh nhạy | Tâm Tít    | Phim ngắn | [ 23 ]        |
| 2014 | Cuộc chiến quý ông          | Thu Hà     | VTV9      | [ 24 ] [ 25 ] |
| 2014 | Tỷ phú chăn vịt             | Út Hương   | Chiếu rạp | [ 26 ]        |

## Đời tư
Vào khoảng năm 2011, mối quan hệ giữa Tâm Tít và cầu thủ bóng đá Lê Sỹ Mạnh được nhiều người quan tâm khi cả hai thường xuyên xuất hiện cùng nhau. Tâm Tít đã lên tiếng ngầm nhận định cô và Sỹ Mạnh chỉ là anh em thân thiết sau khi bức ảnh thân mật của cả hai xuất hiện trên mặt báo. Mặc dù mối quan hệ này nhanh chóng không còn được nhắc đến sau khi sự nghiệp của cầu thủ này xuống dốc, nhưng nhiều người vẫn nhận định Sỹ Mạnh từng là bạn trai của Tâm Tít.
Tháng 7 năm 2014, một làn sóng tranh cãi nổ ra xung quanh mối quan hệ giữa Tâm Tít và Thế Bảo – anh trai của Bảo Thy. Tranh cãi bắt đầu khi Thế Bảo đăng lên trang cá nhân của mình dòng trạng thái kể về những khoảng chi phí tương đối lớn khi trong mối quan hệ yêu đương với Tâm Tít, và Tâm Tít nhanh chóng đáp trả cho rằng Thế Bảo là "đàn bà". Khi cuộc tranh cãi bắt đầu có sự tham gia của bạn bè hai phía và những ý kiến từ cộng đồng mạng Việt Nam liên quan đến việc Tâm Tít bị bạn trai bạo hành, mâu thuẫn đã bị đẩy lên cao. Cuộc tranh cãi gây xôn xao dư luận một thời gian không ngắn chỉ hạ nhiệt và khép lại sau khi Bảo Thy lên tiếng và Tâm Tít tỏ thái độ không muốn tiếp tục scandal lần này.
Đến tháng 11 năm 2014, khi đang quay bộ phim Tỷ phú chăn vịt, Tâm Tít vướng phải nghi ngờ "phim giả tình thật" với Quách Ngọc Ngoan. Tuy nhiên, không lâu sau đó, Tâm Tít bị truyền thông bắt gặp tại quán bar ở Hà Nội với bạn trai Chu Ngọc Thành, doanh nhân sinh năm 1983. Ngày 27 tháng 12 năm 2014, Tâm Tít và Ngọc Thành bí mật tổ chức lễ ăn hỏi khi cô đang mang thai ở tháng thứ 3. Sáng ngày 6 tháng 1 năm 2015, Tâm Tít cùng chồng và gia đình hai bên đã làm lễ Hằng thuận tại Thiền viện Sùng Phúc, Hà Nội. Đám cưới của hai người đã thu hút nhiều sự quan tâm từ báo chí và độc giả kể từ lễ đính hôn. Hôn lễ của cả hai diễn ra vào chiều ngày 10 tháng 1 năm 2015 tại Cung Văn hóa Hữu nghị Hà Nội với khoảng 800 khách mời.
Sáng ngày 19 tháng 6 năm 2015, Tâm Tít sinh con trai đầu lòng Chu Chí An bằng phương pháp sinh mổ tại bệnh viện Việt Pháp (Hà Nội). Em bé được đặt tên thân mật là Alex. Ngày 5 tháng 4 năm 2017, Tâm Tít đăng ảnh tiết lộ đang mang thai con trai thứ 2 được 22 tuần trên trang Facebook cá nhân. Cũng trong năm này, tiếp tục một scandal liên quan đến tình yêu của Tâm Tít nổ ra khi diễn viên Maya cho biết Tâm Tít là người thứ ba chen vào mối quan hệ giữa cô và Chu Ngọc Thành, còn Tâm Tít thì tiết lộ con gái của Maya là con chung của Maya và Chu Ngọc Thành. Cuộc "khẩu chiến" nhanh chóng nổ ra khi cả hai liên tục công kích lẫn nhau. Sự việc đã gây chú ý không nhỏ trong cộng đồng mạng Việt Nam và nhận được nhiều ý kiến trái chiều.